# Willy Heldenstein
Willy Heldenstein, född den 4 september 1896 i Luxemburg, död den 4 september 1990 i Luxemburg, var en luxemburgsk bobåkare. Han deltog vid olympiska vinterspelen 1928 i Sankt Moritz och placerade sig på 20:e plats.